# Nuit à Saint-Cloud
Nuit à Saint-Cloud (en norvégien: Natt i Saint-Cloud) est une peinture du peintre norvégien Edvard Munch. Elle a été réalisée en 1890 à Saint-Cloud. Le motif et le rendu des couleurs évoquent  la mélancolie. Cette œuvre occupe une position clef dans la transition de Munch vers le symbolisme.

## Description
Un homme avec un haut-de-forme est assis dans sa chambre à la fenêtre et regarde la Seine. Il fait nuit. Les axes horizontaux et verticaux riches en contrastes, structurent l'espace. Ils donnent à la pièce un semblant de largeur, y compris au personnage très marginalisé. Le rideau à gauche y contribue en servant de repoussoir.
Sur le côté droit, on peut discerner le contour d'une table. La salle est dominée par des teintes sombres bleues et violettes. Des jaunes simples, des taches de couleur orange et rouge sont — à l'exception d'une cigarette allumée — visibles seulement  à l'extérieur. La pleine lune éclaire le canapé et le sol d'une lumière bleu pâle. Elle projette l'ombre d'une fenêtre à double croix dans le vide de la pièce.

## Interprétation
Selon le critique d'art Dieter Buchhart, Nuit à Saint-Cloud exprime une mélancolie « entre abattement, tristesse et humeur dépressive », qui reflète les sentiments de Munch après la mort de son père, qu'il a apprise peu après son arrivée à Paris en 1889.
Le vide de la pièce, l'obscurité, la silhouette de l'homme dans l'ombre, le reflet de la double croix de la fenêtre sont autant de symboles « de la mort, de la tristesse et de la solitude ».
L'espace intérieur sert de miroir de l'âme humaine, séparée de l'extérieur par la fenêtre. On retrouve cette séparation dans d'autres tableaux de Munch, comme Le baiser ou L'Enfant malade. 
Ulrich Bischoff décrit cet espace intérieur comme une « prison, une cage de verre » dans lesquels les êtres humains se tiennent comme dans un aquarium. Le tableau met en évidence la façon dont « l'existence de l'homme s'accomplit dans son enfermement ». Pour Tone Skedsmo et Arne Eggum, l'ambiance mélancolique et méditative du tableau exprime le contraste entre la réalité intérieure et le monde extérieur. L'homme à la fenêtre semble se trouver hors de l'espace et du temps et simultanément il est sous l'emprise de ses souvenirs qui influencent son environnement. La mort est, pour la première fois dans l'œuvre de Munch, représentée sous la forme d'un espace  vide.
Hans Dieter Huber décrit le tableau comme « la transition de Munch vers le symbolisme ». La nature n'est plus représentée comme elle est mais comme reflet de l'humeur. Le personnage se fond presque dans l'obscurité de la pièce : « La pièce et sa propre solitude ne font qu'un ». Le rideau semble recouvrir la scène et de diffuser « le silence sur la solitude du mélancolique ». Pour Alf Bøe, le personnage est la matérialisation de l'ambiance mélancolique intense du tableau. Selon Reinhold Heller, il s'agit, avec l'atmosphère bleutée de la mort, de représenter la mort du père et la profonde tristesse de l'artiste lors de l'hiver 1890. 
Le choix des couleurs subit l'influence du physiologiste Charles Henry, qui dans son cercle chromatique attribue aux couleurs dominantes bleues et vert violet une action dépressive et mélancolique. Bischoff voit une proximité stylistique avec les Nocturnes de James McNeill Whistler, dans lesquelles le motif du tableau se fond dans le ciel. Rodolphe Rapetti estime cependant que Munch n'a pas pu voir les Nocturnes de Whistler et se réfère plutôt à l'influence des peintures d'intérieur d'Edgar Degas.

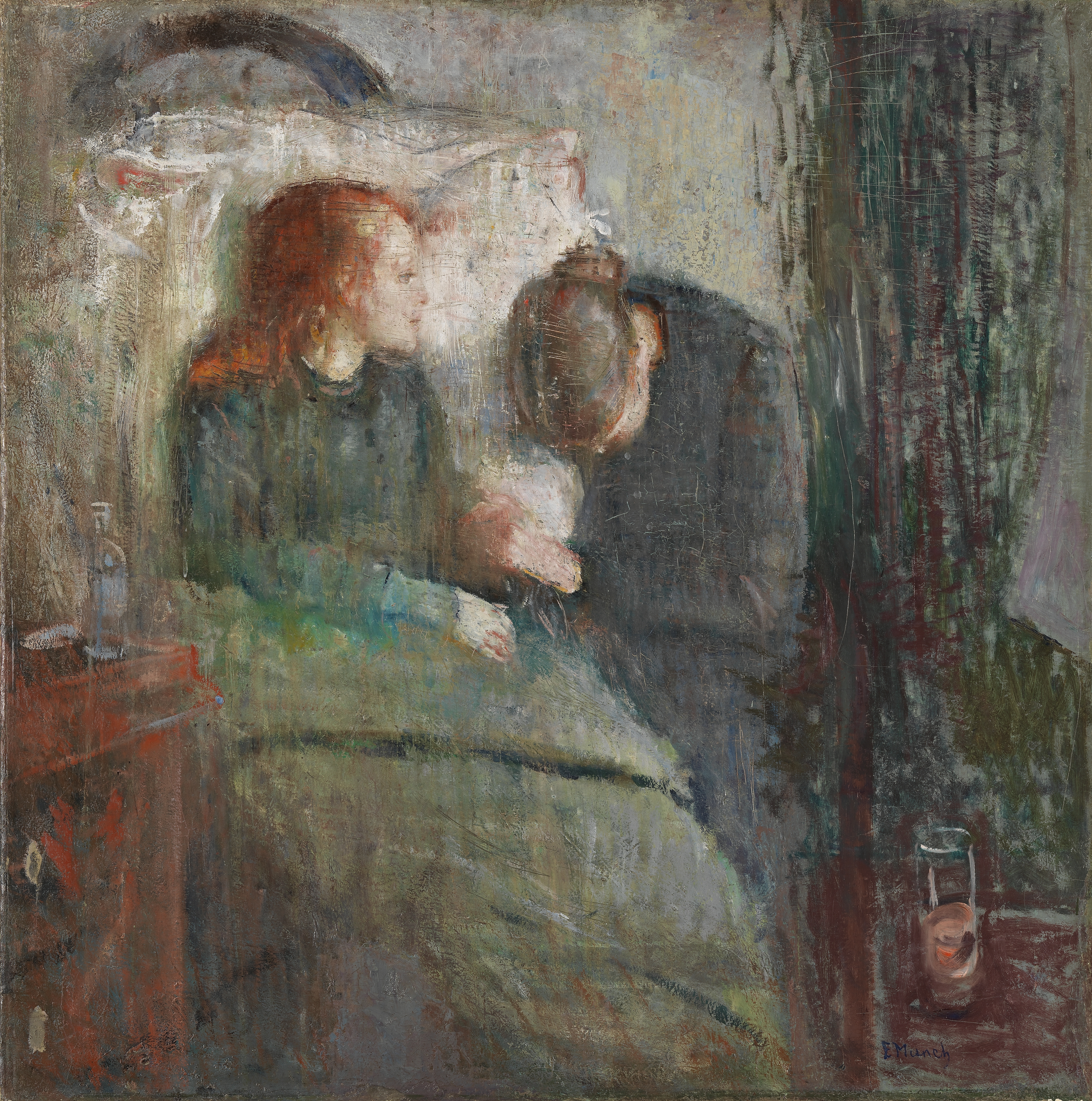
Edvard Munch: L'Enfant malade (1885/86, Musée national de l'art, de l'architecture et du design Oslo)
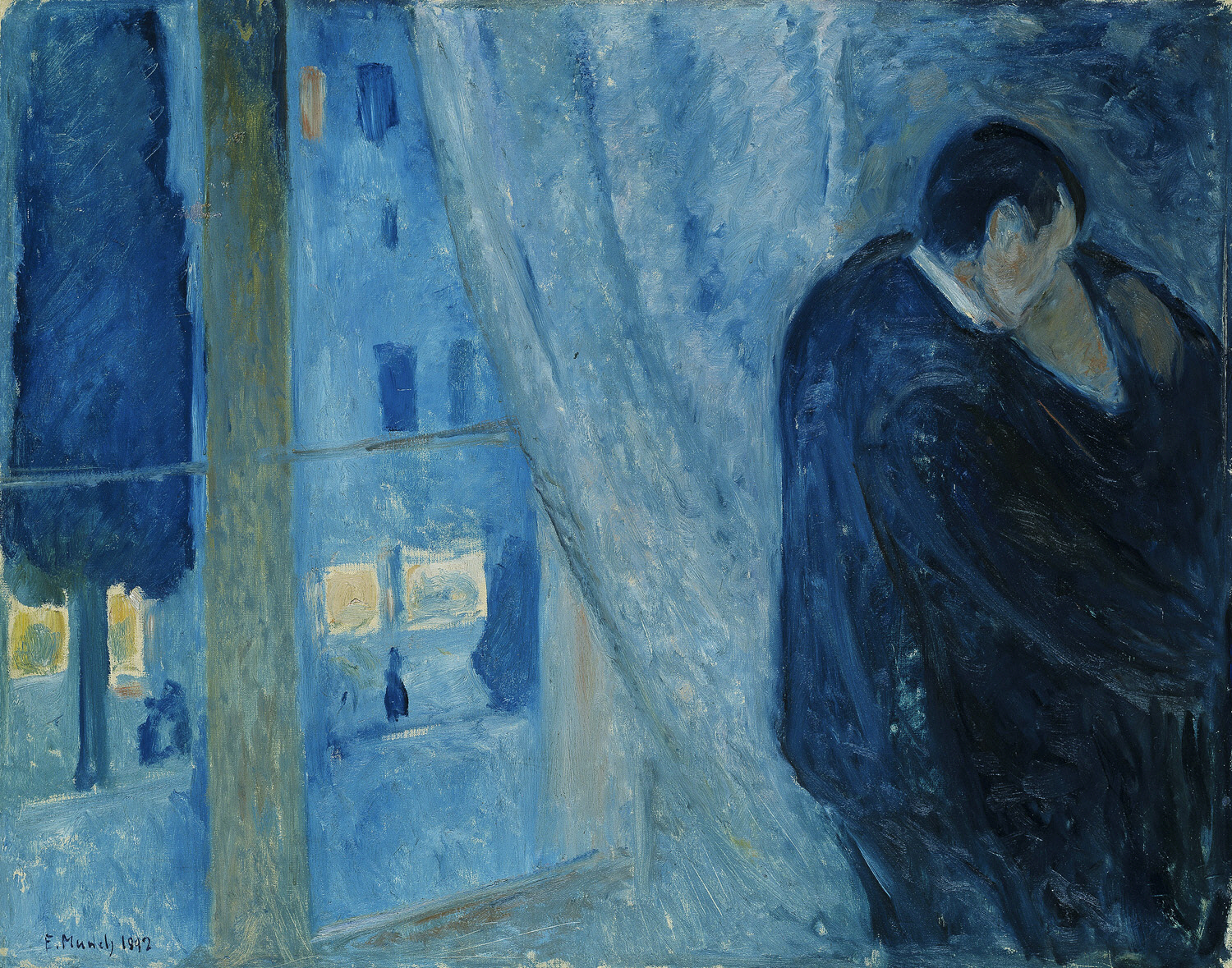
Edvard Munch: Le baiser (1892, Musée national de l'art, de l'architecture et du design Oslo)
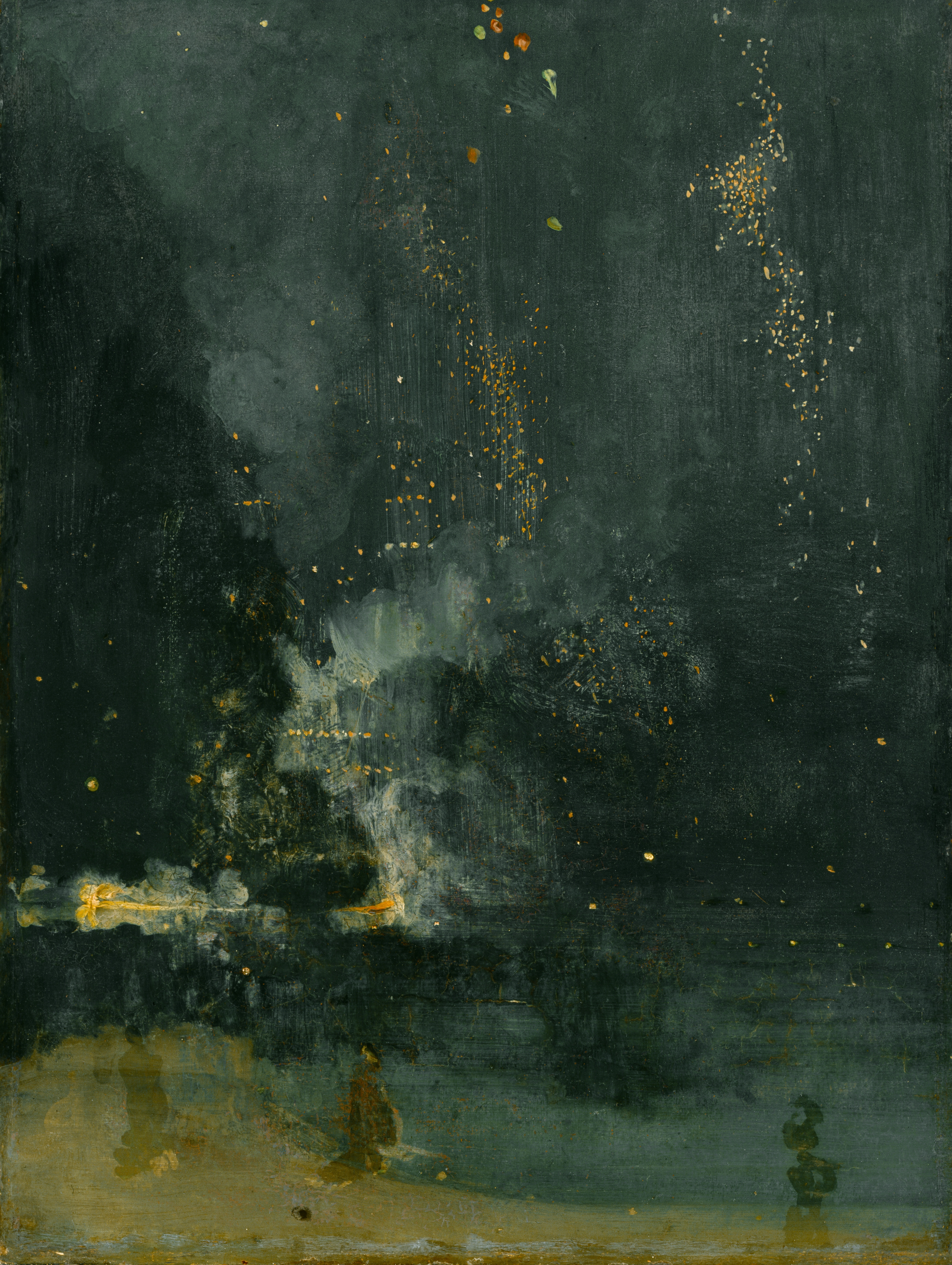
James Abbott McNeill Whistler: Nocturne en noir et or : la fusée tombante (1872–77, Detroit Institute of Arts)

## Provenance
Munch a présenté Nuit à Saint-Cloud, alors sous le simple nom de Nuit, pour la première fois à l'exposition annuelle d'automne au Tivoli de Kristiana (aujourd'hui Oslo) du 6 octobre au 9 novembre 1890. Le médecin, géologue et collectionneur d'art norvégien Fredrik Arentz l'a acheté pour 100 couronnes, soit un tiers du prix demandé de 300 couronnes. C'est en 1917 que le Musée national de l'art, de l'architecture et du design a acquis le tableau lors de la succession d'Arentz.